# Girdwood
Girdwood est un quartier de la ville d'Anchorage en Alaska aux États-Unis, à 61 kilomètres au sud-est du centre-ville d'Anchorage, à l'extrémité du Turnagain Arm dans le Golfe de Cook. Elle s'étend dans une vallée des Montagnes Chugach et est entourée de plusieurs glaciers.

## Activités

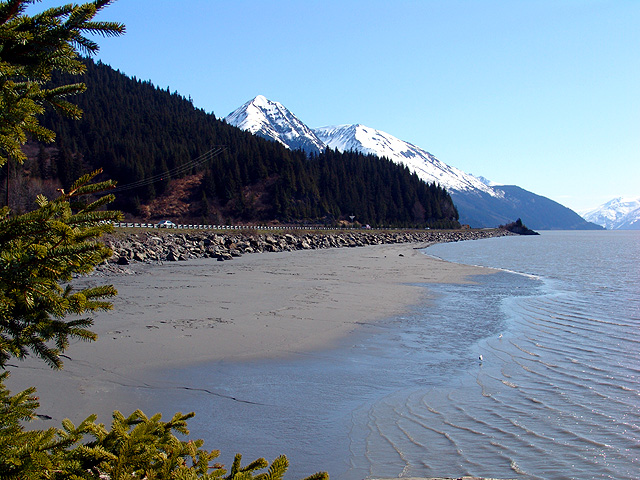
Turnagain Arm au niveau de Girdwood.

De nombreuses activités estivales s'y déroulent, pêche, randonnée, rafting, mais elle est surtout connue pour sa station de sports d'hiver, Alyeska Resort, sur le mont Alyeska, à cinq kilomètres de la Seward Highway. Girdwood abrite aussi la forêt pluviale la plus septentrionale du monde.
À trois kilomètres, la Mine d'or de Crow Creek offre quelques attractions pour les touristes qui peuvent s'y essayer à la prospection, ainsi que la visite de bâtiments anciens préservés depuis la première découverte d'or à cet endroit.

## Histoire
Originellement nommée Glacier City, son nom actuel lui vient du colonel James Girdwood, qui, en 1896 y trouva de l'or et fonda la ville.
La ville a dû être reconstruite 4 kilomètres plus en amont dans la vallée à la suite du séisme de 1964, les anciennes habitations ayant été dévastées par la montée des eaux dans le Turnagain Arm.
En 1975, la ville a été incluse dans la municipalité d'Anchorage quand le Greater Anchorage Area Borough fusionna avec Anchorage.

## Sources
- (en) Cet article est partiellement ou en totalité issu de l’article de Wikipédia en anglais intitulé « Girdwood, Anchorage » (voir la liste des auteurs).
- L'Alaska et le Yukon - Jacques Klein - Guides Peuples du Monde -  (ISBN 978-2-907629-76-8)